# Evangelische Stadtkirche Höchst

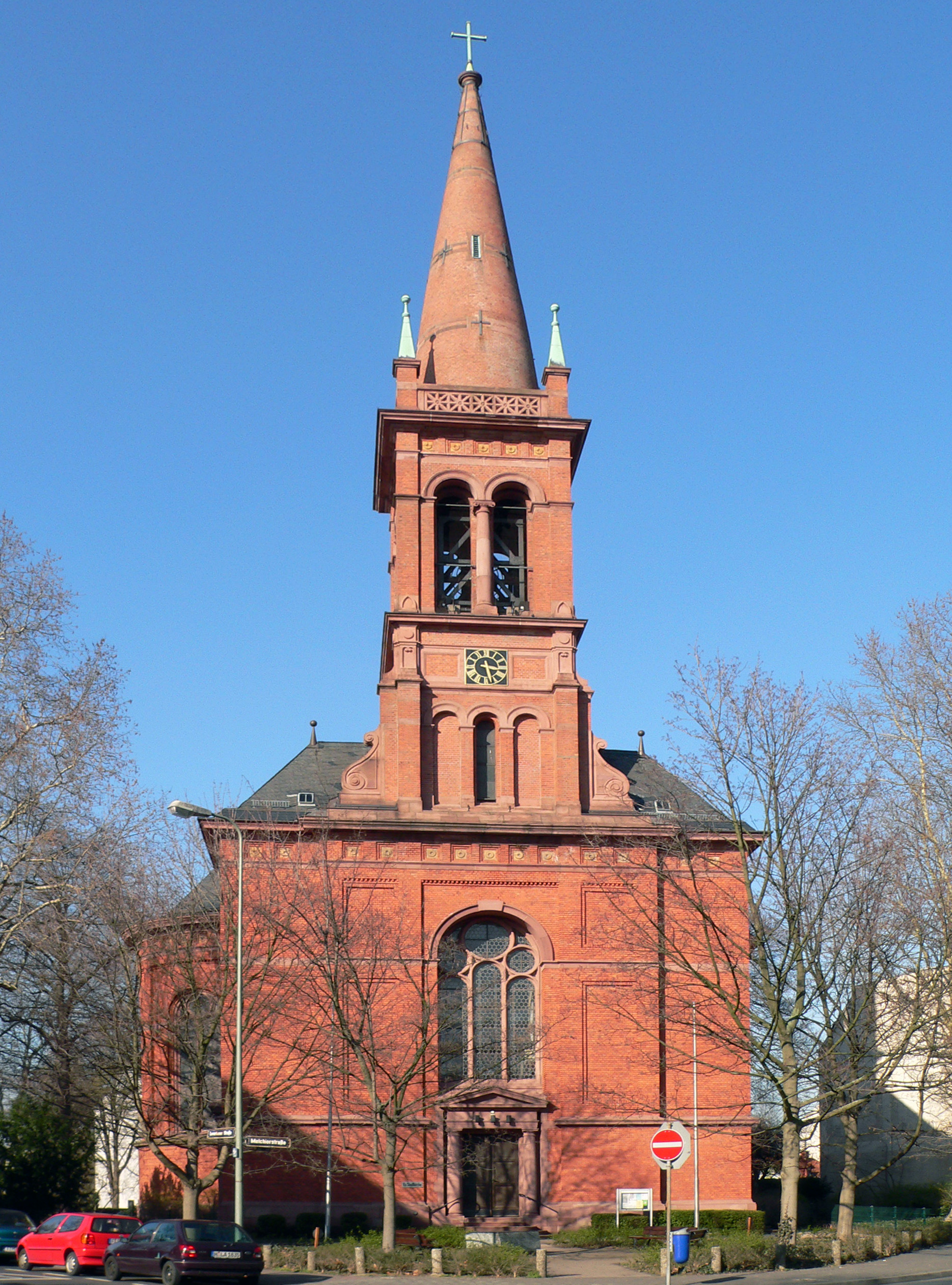
Evangelische Stadtkirche Höchst

Die Evangelische Stadtkirche Höchst ist ein Kirchenbau in Frankfurt-Höchst. Die Kirche gehört der Evangelischen Kirchengemeinde Höchst am Main. In der Kirche finden regelmäßig Orgelkonzerte auf der Ahrend-Orgel von 1975 statt.

## Bauwerk

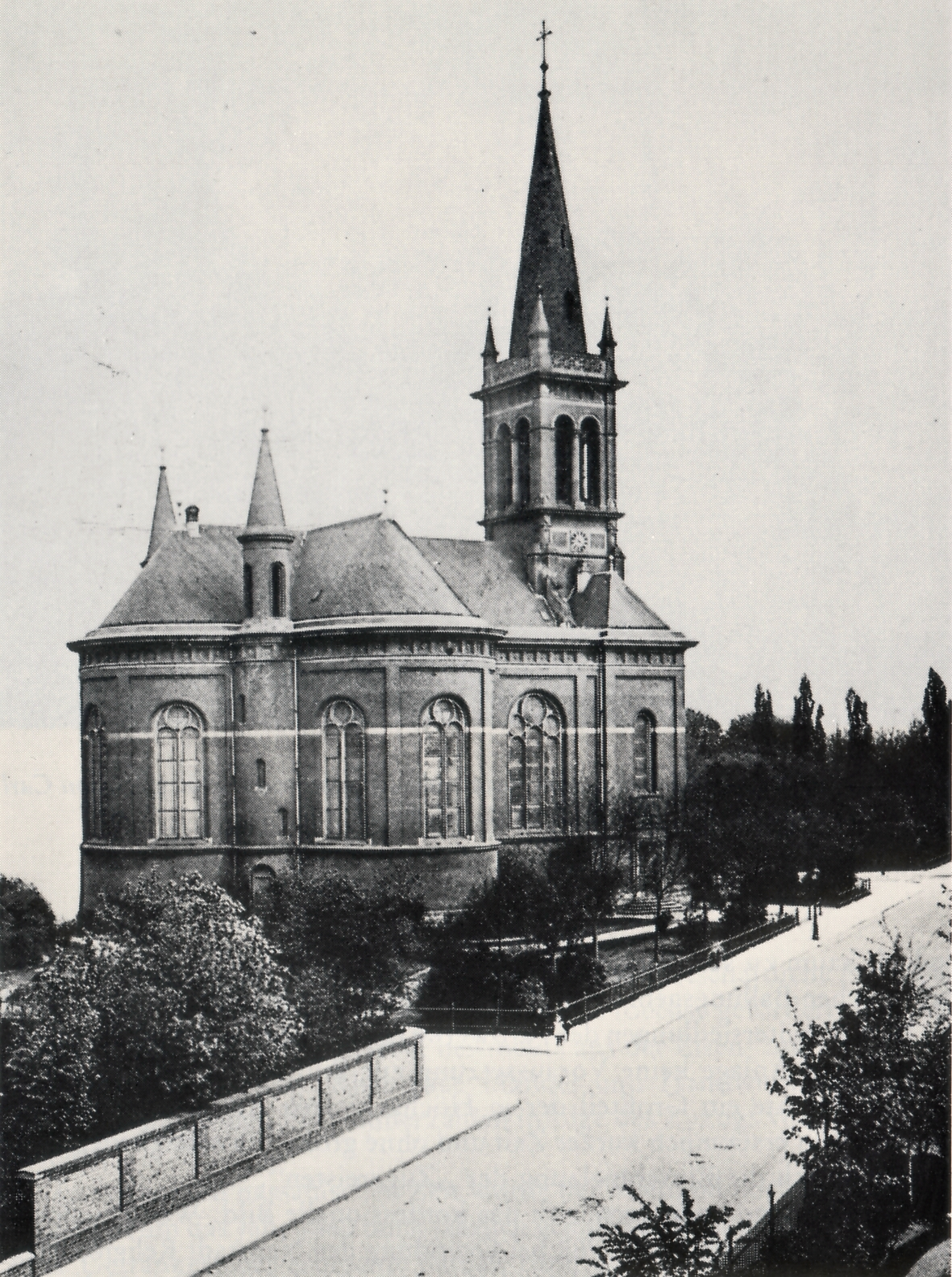
Stadtkirche (1905)

Der im Stil der Neorenaissance errichtete Kirchenbau entstand in den Jahren von 1877 bis 1883. Das Bauwerk ist in rotem Backstein-Mauerwerk ausgeführt und hat den Grundriss eines kleeblattförmigen Kreuzes. Die Inneneinrichtung ist schlicht und schmucklos.
Die Baukosten für die Kirche wurden von dem Unternehmer Adolf von Brüning getragen, der der evangelisch-reformierten Kirche angehörte. Im durch die jahrhundertelange kurmainzische Herrschaft traditionell römisch-katholischen Höchst war die Stadtkirche der erste evangelische Kirchenbau.

## Orgel

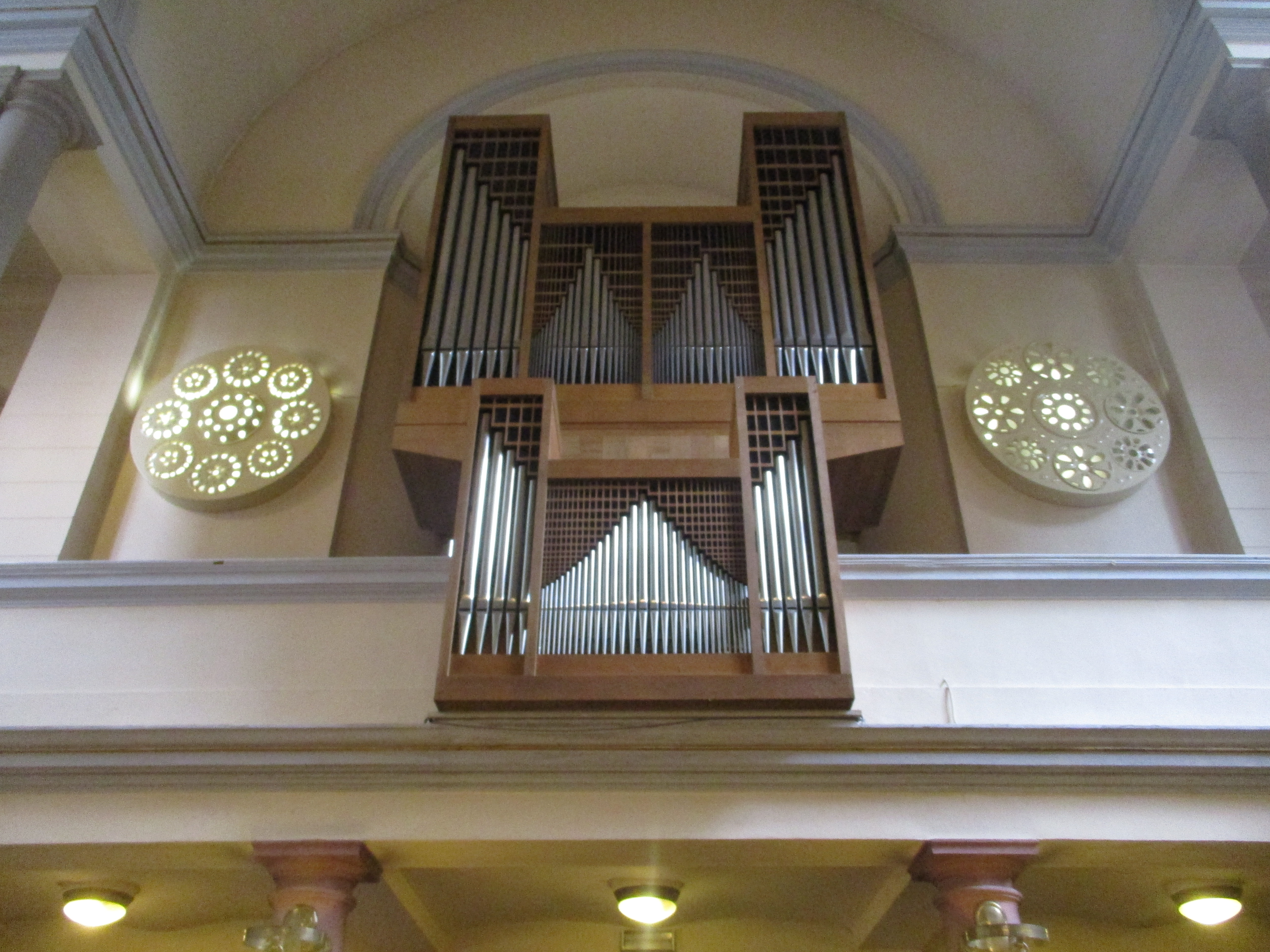
Prospekt mit Rückpositiv der Ahrend-Orgel von 1975

Für die neue Kirche bauten die Brüder Karl und Heinrich Voigt eine romantische Orgel mit 25 Registern auf zwei Manualen und Pedal. Im Jahr 1915 folgte ein Erweiterungsumbau durch Walcker auf 32 Register. Jürgen Ahrend baute 1975 ein neues Instrument im Stil der norddeutschen Barockorgel. Die Disposition lautet wie folgt:
| I Rückpositiv C–f3 |    |
| Gedackt            | 8′ |
| Praestant          | 4′ |
| Rohrflöte          | 4′ |
| Waldflöte          | 2′ |
| Sesquialter II     |    |
| Scharff            |    |
| Dulzian            | 8′ |

| II Hauptwerk C–f3 |       |
| Praestant         | 8′    |
| Hohlflöte         | 8′    |
| Oktave            | 4′    |
| Oktave            | 2′    |
| Nasard            | 2 ⁄3′ |
| Mixtur            |       |
| Trompete          | 8′    |
| Tremulant         |       |

| Pedal C–f1 |     |
| Subbaß     | 16′ |
| Oktave     | 8′  |
| Oktave     | 4′  |
| Trompete   | 8′  |

- Koppeln: I/P

## Kirchengemeinde
Durch die Industrialisierung Höchsts im 19. Jahrhundert kam es zu einem nennenswerten Zuzug evangelischer Christen nach Höchst. Die evangelische Gemeinde Höchst wurde Ende des 19. Jahrhunderts gegründet. Die Gemeinde, die dem Stadtdekanat Frankfurt und Offenbach der Evangelischen Kirche in Hessen und Nassau angehört, hat nach der Ausgabe 2021 des Frankfurter Kirchlichen Jahrbuchs 1699 Gemeindeglieder (Stand September 2020).